# 农业词汇表
本文旨在提供一份尽可能完整的有关农业、农学及相关领域的术语列表，按条目对应的英文词组排序。

## A
- 英亩——面積單位
- 英亩-英尺——容量单位
- 农业——经济产业
- 农业主义
- 农业飞机
- 农业合作社——农民在某些领域中为集中资源而成立的合作型组织
- 农业经济学
- 农业工程
- 农业推广
- 农业用地
- 农业机械
- 农业生产力
- 农业科学
- 农具——用于农业的工具
- 农业旅游
- 农业生态学
- 农学——学科
- 盐碱地——pH值较高（大于8.5）的碱性黏土土壤，土壤结构不良且渗透能力较低
- 水产养殖——人工饲养水生动植物
- 水耕栽培——使用水中的養分在沒有土壤的情況下種植植物
- 耕地——土地利用类型，为可种植农作物的土地
- 开垦

## B
- 背景——相對較遠和不重要的因素
- 谷仓——用於儲存和作為有蓋工作場所的農業建築
- 手推车
- 养蜂
- 生物炭——生物有机材料在缺氧或绝氧环境中经低温热解后生成的固态产物
- 生物动力农业
- 生物强化
- 生物燃料——利用生物質為原料造成的燃料
- 生物农业
- 生物扰动
- 麸皮
- 烙印
  - 烙铁——烙印用的工具
- 粮仓——用於儲存和作為有蓋工作場所的農業建築
- 撒播
- 肉鸡
- 食嫩植动物
- 荞麦——蓼科荞麦属植物
- 公牛
- 丰收——利用人工或机械将成熟农产品采摘下来的生产技术措施
- 蒲式耳

## C
- 产犊
- 小牛
- 阉鸡——家禽
- 纸箱
- 经济作物
- 去势——切除生殖器
- 间作
- 牛
- 糠
- 山羊肉
- 鸡——家禽
- 集体农庄——维基媒体消歧义页
- 初乳
- 联合收割机
- 堆肥——分解和回收的有机物质成为肥料和土壤调理剂的过程
- 鸡舍——饲养鸡的场所
- 灌木丛
- 作物——人工栽培的植物（林木除外）
- 轮作
- 作物野生近缘种
- 品种
- 培养肉

## D
- 奶牛
- 水坝——淹沒水或地下溪流的屏障
- 猝倒病
- 排水
- 驅蟲
- 硅藻土
- 水耕栽培——使用水中的養分在沒有土壤的情況下種植植物
- 浸渍
- 驯化
- 酒糟
- 役用动物
- 灌溉
- 饮水器
- 滴灌——利用管道系统把灌溉水送到作物根部附近，通过滴头缓慢地滴到作物根区的土层中，使周围土壤经常保持在适宜于作物生长的最优水分状态的灌水技术
- 干旱——通常指某一区域由于较长时期的降水不足，导致区域内可利用水量发生亏缺，不能满足生态环境和人类的生存及经济活动需求的气候现象

## E
- 耳标
- 培土
- 生态农业
- 生态学——研究生物间及生物与非生物环境间相互关系的学科
- 土壤学
- 边缘效应
- 能源作物
- 昆虫学——以科学方法研究昆虫的动物学分支
- 侵蚀作用
- 粗放农业

## F
- 休耕
- 家庭农场
- 农场
- 农民——职业
- 分娩——胎兒脫離母體的過程
- 育肥
- 围栏——一种设施
- 肥料——施用于土壤或植物的天然或合成来源的材料，以提供必需营养素
- 纤维作物
- 母马——原产于中亚草原的大型植食性家畜
  - 小雌马
- 火耕——农业技术
- 冲洗
- 驹
- 饲料
- 粮食安全——糧食安全是指所有人在任何時候都能在物質、社會和經濟上獲得充足、安全和富有營養的糧食，以滿足其積極和健康生活的膳食需求和食物偏好。
- 牧草
- 林业
- 自由放养
- 柴火

## G
- 花园——人造空间
- 园艺——以农业生物学、农业工程学等主要理论和技术为基础，研究园艺作物起源与分类、种质资源、遗传育种、栽培生理、病虫害防治等应用技术与原理的综合性领域或学科
- 阉割——切除生殖器
- 转基因生物——其遺傳物質已經使用基因工程方法進行了特別改變的生物體
- 发芽——种子从通过吸胀作用吸水到幼苗形成的一系列有序的生理生化和形态发生过程
- 母猪——野豬被人類馴化後所形成的亞種
- 拾穗
- 草甘膦——化合物
- 鞭子
- 火鸡——雉科的一属鸟类
- 良好农业规范
- 谷物——禾本科粮食作物及其种子
- 放牧——牲畜啃食野生植被
- 绿肥——綠肥在農業中，利用綠肥作物通過翻犛入土壤中作為肥料，或用來改善土壤以增加土壤肥力。
- 绿色革命
- 温室——采用透光覆盖材料作为全部或部分围护结构，具有一定环境调控设备，可用于抵御不良天气条件，保证作物能正常生长发育的农业建筑设施
- 磨坊——维基媒体消歧义页

## H
- 耖
- 收获——利用人工或机械将成熟农产品采摘下来的生产技术措施
- 干草
- 干草堆
- 引水渠——用於輸送水的結構
- 公顷——公制單位面積
- 日行性
- 除草剂——用于防除或控制杂草生长的一类农药
- 农业史——特定领域历史
  - 農業科學史
- 锄头
- 园艺——以农业生物学、农业工程学等主要理论和技术为基础，研究园艺作物起源与分类、种质资源、遗传育种、栽培生理、病虫害防治等应用技术与原理的综合性领域或学科
- 腐殖质——有机土壤
- 畜牧业——人類對農場動物的管理和護理
- 杂交优势——遗传结构不同的两个群体杂交所产生的子一代在生产生活繁殖适应性等方面优于双亲或超过两个亲本的生物学现象
- 水利工程——水利工程是用于控制和调配自然界的地表水和地下水，达到除害兴利目的而修建的工程。
- 水培——使用水中的養分在沒有土壤的情況下種植植物

## I
- 指示物种——可用于评估环境状况的生物物种或指标
- 杀虫剂
- 集约农业
- 间作
- 灌溉

## L
- 羔羊——牛科哺乳动物的一个亚科
- 地方品种
- 猪油
- 蛋鸡——家禽
- 淋洗 (农业)
- 家畜
- 木料

## M
- 玉米——禾本科玉蜀黍属植物
- 麦芽
- 果渣
- 母马——原产于中亚草原的大型植食性家畜
- 大年结实
- 草地
- 机械化农业
- 牛奶——飲品
- 挤奶
- 水渠
- 单一作物——種植單一植物的農場
- 亩
- 骡子——马和驴杂交所生的动物
- 集结
- 羊肉

## N
- 棉絮
- 去势——切除生殖器
- 免耕农业
- 苗圃

## O
- 烘干——过程
- 蔬菜种植
- 果园
- 有机农业
- 有机肥料——天然有机物质经微生物分解或发酵而成的肥料
- 越冬

## P
- 稻田
- 巴氏杀菌——法国科学家巴斯德发明的加热消毒方法
- 牧业——人類對農場動物的管理和護理
- 生物标记
- 颗粒机
- 蛭石
- 永久作物
- 永久萎蔫点
- 农药
- 生物产药
- 猪——维基媒体消歧义页
- 渔业——从事水生动植物捕捞和加工的生产领域
- 耙
- 植物育种
- 植物营养学——研究正常植物生活所需的化学元素和化合物的学科
- 种植园
- 修剪
- 犁——农业工具
- 犁播
- 犁地——农业工具
- 犁头——农业工具
- 果实——植物的生殖器官
- 果树学
- 积水
- 猪肉——肉
- 采后
- 雏鸡
- 家禽——人工飼養的鳥類動物
- 精准农业——20世纪90年代基于信息和知识发展起来的合理利用农业资源、提高农作物产量、降低生产成本、改善生态环境的现代农业生产、管理与经营理念、策略和方式
- 采前
- 农产品——人工栽培的植物（林木除外）
- 经济作物
- 准谷物
- 纸浆用木材

## R
- 分枝 (植物学)
- 牧场
- 收割——利用人工或机械将成熟农产品采摘下来的生产技术措施
- 筛子——工具
- 烤炉——工具
- 公鸡
- 根菜
- 根际
- 轮牧

## S
- 剥皮
- 苗 (植物)——由种子播种培育成的苗木
- 蚕桑
- 种植业
- 犁头——农业工具
- 佃农
- 镰刀——農具
- 筒仓——用来存储散装物料的仓库
- 林学——森林创造与利用研究
- 精准农业——20世纪90年代基于信息和知识发展起来的合理利用农业资源、提高农作物产量、降低生产成本、改善生态环境的现代农业生产、管理与经营理念、策略和方式
- 刀耕火种——农业技术
- 屠宰场
- 小农
- 土壤科学——對土壤進行多面向科學分析的學科
- 播种
- 播种机
- 绝育
- 食物变质
- 插枝
- 喷灌
- 马厩——圈養馬匹的場所
- 种马
- 主食——为人们提供主要能量和营养来源的日常食物
- 草堆
- 秸秆
- 树桩
- 猪圈
- 自给农业
- 哺乳
- 可持续农业
- 割草机
- 泔水猪

## T
- 尾水
- 牛脂
- 梯田——坡地上的農作物種植區
- 脱粒
- 脱粒机
- 耕作
- 表土
- 拖拉机
- 移栽
- 滴灌——利用管道系统把灌溉水送到作物根部附近，通过滴头缓慢地滴到作物根区的土层中，使周围土壤经常保持在适宜于作物生长的最优水分状态的灌水技术
- 槽
- 双轮车——载具

## U
- 有蹄类的乳房
- 城市农业

## V
- 瓦维洛夫拟态
- 小牛肉
- 蛭石
- 葡萄园
- 葡萄栽培
- volunteer

## W
- 水权
- 水车
- 渍灾
- 水磨坊
- 断奶
- 杂草
- 萎蔫点
- 防风林
- 扇车
- 风行
- 羊毛
- 木材——能够次级生长的植物所形成的木质化组织

## Y
- 犊牛

## Z
- 畜牧学——学科